# Дале
Дале (фр. Dallet) насеље је и општина у централној Француској у региону Оверња, у департману Пиј де Дом која припада префектури Клермон Феран.
По подацима из 2011. године у општини је живело 1400 становника, а густина насељености је износила 209,9 становника/km². Општина се простире на површини од 6,67 km². Налази се на средњој надморској висини од 320 метара (максималној 603 m, а минималној 305 m).

## Демографија
| 1962. | 1968. | 1975. | 1982. | 1990. | 1999. | 2011. |
| ----- | ----- | ----- | ----- | ----- | ----- | ----- |
| 834   | 974   | 992   | 975   | 1.009 | 1.022 | 1.400 |

График промене броја становника у току последњих година